# Língua crioula de Serra Leoa
A  língua crioula de Serra Leoa ou krio é a língua franca e, de facto, a língua nacional  da Serra Leoa, África Ocidental. O krio é falado por 97% da população e  por diferentes grupos étnicos do país, tanto na interação social como nos negócios. É a primeira língua de comunicação entre serra-leoneses, tanto no país como no exterior. É a língua nativa dos krios, os crioulos da Serra Leoa - uma comunidade de aproximadamente 300 mil pessoas descendentes de escravos libertos das Índias Ocidentais, dos Estados Unidos e do Reino Unido. A língua crioula é falada também por serra-leoneses de algumas tribos do país, como o povo Aku, por exemplo.
O inglês, porém, é a língua oficial do país, enquanto que o krio, apesar da sua universalidade, não tem status oficial. Devido a sua grande similaridade com o inglês, o krio é confundido de maneira equivocada com uma forma dialetal inglesa.

## Ortografia
O krio usa o alfabeto latino sem as letras Qq e Xx e apresenta três letras adicionais do Alfabeto Africano de Referência, mais o Essilon latino (Ɛɛ - E aberto), o Eng (Ŋŋ) e o Ó aberto (Ɔɔ). Os três tons podem ser distinguidos e ser marcados com acento grave (à), acento agudo(á) e circunflexo (â) sobre as vogais para os tons baixo, alto e decrescente respectivamente, embora na prática quase não sejam usados. Thomas Decker criou um alfabeto alternativo só com letras tradicionais latinas.
| Letra ou dígrafo Krio | Palavra exemplo                 | Português                          |
| --------------------- | ------------------------------- | ---------------------------------- |
| A,a                   | watar                           | água                               |
| Aw, aw                | naw (nau)                       | agora                              |
| Ay, ay                | na im                           | esse é ele                         |
| B, b                  | bòku (bohku)                    | muitos, muito (< Francês beaucoup) |
| Ch, ch                | cham                            | mascar                             |
| D, d                  | diar(dya)                       | caro (< querido)                   |
| E, e                  | let (leyt)                      | tarde                              |
| Ɛ, ɛ                  | hèp (ep)                        | socorro                            |
| F, f                  | fùrs (fohs)                     | primeiro                           |
| G, g                  | got(goat)                       | cabra                              |
| Gb, gb                | gbana/tranga                    | difícil (língua Temme)             |
| H, h                  | argyu/argyumènt (agyu/agyument) | argumento                          |
| I, i                  | titi                            | menina                             |
| J, j                  | jomp                            | saltar                             |
| K, k                  | kòntry (kohntri)                | país                               |
| Kp, kp                | kpatakpata                      | completamente                      |
| L, l                  | liv                             | liver                              |
| M, m                  | muf/muv                         | mover                              |
| N, n                  | nak                             | bater (à porta)                    |
| Ny, ny                | niu                             | novo                               |
| Ŋ, ŋ                  | sing (siŋ)                      | cantar                             |
| O, o                  | work                            | trabalhar                          |
| Ɔ, ɔ                  | bòrn (bohn)                     | nascer, dar à luz                  |
| Ɔy, ɔy                | òil (ohyl)                      | óleo                               |
| P, p                  | padi                            | amigo                              |
| R, r                  | ren (reyn)                      | chuva                              |
| S, s                  | saf                             | suave                              |
| Sh, sh                | sharp                           | agudo                              |
| T, t                  | tif                             | roubarl (< ladrão)                 |
| U, u                  | uman                            | mulher                             |
| V, v                  | vot                             | votar                              |
| W, w                  | waka                            | caminhar                           |
| Y, y                  | yalla                           | amarelo                            |
| Z, z                  | zero                            | zero                               |
| Zh, zh                | plèzhùr (plehzhoh)              | prazer                             |

## Gramática
O sufixo "-dèm" é usado para marcar o plural, as well as the genitive plural e.g. "uman" ("woman").
|        | singular | plural  |
| Obíquo | uman     | umandèm |

### Verbos
Os verbos não se conjugam de acordo com pessoa ou número, mas somente por tempo, aspecto e modo, os quais apresentam marcadores. Os marcadores são 'bin' para o passado e 'go' para o futuro, com a ausência de marcadores indicando o presente. No aspecto, 'dòn' se usa para o perfeito e 'de' para o imperfeito. O infinitivo é marcado por 'fòr' e o condicional pela combinação de 'bin' e 'go'. Tendência é marcada por 'kin' e 'nòbar'. Veja a seguir:
| infinitivo                       | fòr go            |
| presente simples (sem marca)     | go                |
| presente progressivo             | de go             |
| perfeito                         | dòn go            |
| perfeito progressivo             | dòn de go         |
| futuro simples                   | go go             |
| futuro progressivo               | go de go          |
| futuro perfeito                  | go dòn go         |
| futuro perfeito progressivo      | go dòn de go      |
| passado simples                  | bin go            |
| passado progressive              | bin de go         |
| passado perfect                  | bin dòn go        |
| passado perfect progressive      | bin dòn de go     |
| condicional                      | bin for go        |
| condicional progressivo          | bin for de go     |
| condicional perfeito             | bin for dòn go    |
| condicional perfeito progressivo | bin for dòn de go |
| tendência                        | kin go            |
| tendência negativa               | nò kin/nòbar go   |

O hortativo é marcado por 'lè' ex.: 'lè wi go, lè wi tòk' e o optativo por 'mè' ex.: 'mè yu Kingmara kam, mè yu Will bi duo'

### Interrogativos
| hudat      | quem           |
| wethin     | o quê          |
| hustèm     | quando         |
| hussay     | onde           |
| wethin mek | por que        |
| hus        | qual           |
| hòmùs      | quantos/quanto |

Como em outras línguas crioulas, o interrogativo pode-se manifestar pela entonação usada ao falar.
Ex.:. Yu de go?: 'Você está indo?' vs yu de go: 'Você está indo.' Adicionalmente, as partículas de pergunta 'ènti' e 'nòoso' podem ser usadas no início ou no firma da frase, respectivamente.

### Pronomes
Não se dsitingue nenhuma das pessoas como masculina ou feminina. Porém, os casos nominativo, acusativo e genitivo se distinguem:
| a, mi, mi  | Eu, me, meu              |
| yu         | Tu, te, teu              |
| i, am, im  | Ele/ela, o a/lhe, seu    |
| wi         | nós, nos, nosso          |
| unu or una | vós, vos, yosso (plural) |
| dèm        | Eles/elas, os/lhes, seu  |

## Amostra da língua
Declaração Universal dos Direitos Humanos em krio:
| Krio | Alto (Salontòk) | Português |
| --- | --- | --- |
| Atikul Wan Ɛvribɔdi bɔn fri ɛn gɛt in yon rayt, nɔn wan nɔ pas in kɔmpin. Wi ɔl ebul fɔ tink ɛn fɛnɔt wetin rayt ɛn rɔŋ pantap dat wi fɔ sabi aw fɔ liv lɛk wan big famili. | Artikul Wan Òll mòrtalmandèm bòrn fri èn ekwal pan dignity èn raihtdèm. Dhèm gèt ratio èn kònskièntia èn fòr akt with dhèm kòmpin na bròdharhudim spirit. | Artigo 1 Todos os seres humanos nascem livres e iguais em dignidade e direitos. Eles são dotados de razão e consciência e devem agir uns em relação aos outros com espírito de fraternidade. |

Algumas expressões e frases simples:
Kushe. - "Olá."
Kushe-o. - "Olá."
Wetin na yu nem? - "Como é seu nome?"
Mi nem Jemz. - "Meu nome é James."
Usai yu kɔmɔt? - "De onde você vem?"
A kɔmɔt Estinz. - "Eu venho de Hastings."
Us wok yu de du? - "Qual trabalho você faz?"
Mi na ticha. - "Eu sou professor."
Na us skul yu de tich? - "Em qual escola você ensina?"
I de tich na Prins ɔv Welz. - "Eu ensino na Prince of Wales."
Mi gladi fɔ mit yu. - "Eu estou contente de encontrar você."
Misɛf gladi fɔ mit yu. - "Eu também estou contente de encontrar você."
OK, a de go naw. - "OK, eu estou indo agora."
Ɔrayt, wi go tok bak. - "Muito bem, nós nos falamos novamente."
| Palavra Krio | Português     |  |
| ------------ | ------------- |  |
| Salone       | Serra Leoa    |  |
| Kusheh       | Oi, olá       |  |
| Pady         | Amigo         |  |
| Titi         | Menina        |  |
| Bobo         | Rapaz         |  |
| Pickin       | Criança       |  |
| Wowoh        | Feio          |  |
| Plabah       | Conflito      |  |
| bohku        | Muitos, muito |  |
| Uman         | Mulher        |  |
| Wetin        | O que         |  |
| Usay         | Onde          |  |
| Wetin Meck   | Por que       |  |
| Ustem        | Quando        |  |
| Vex          | Raivoso       |  |
| Dia          | Caro          |  |
| Wakka        | Caminhar      |  |
| Cham         | Mascar        |  |
| Motocar      | Carro         |  |
| Sabi         | Saber         |  |
| Fett         | Lutar         |  |
| Wef          | Esposa        |  |
| Lef          | Parar         |  |
| Mama         | Mãe           |  |
| Papa         | Pai           |  |
| Granny       | Avó           |  |
| Grandpa      | Avô           |  |
| tif          | Roubar        |  |
| Jomp         | Pular         |  |